# Mój przyjaciel Hachiko

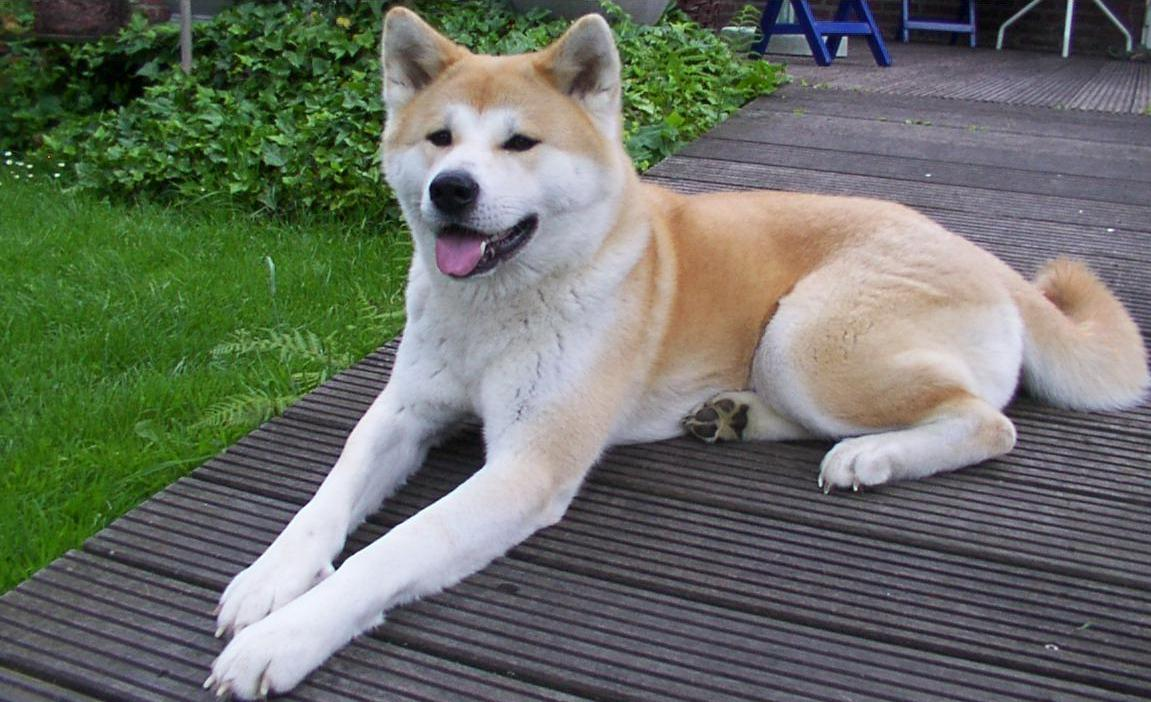
Hachiko

Mój przyjaciel Hachiko (ang. Hachi: A Dog's Tale lub Hachiko: A Dog's Story) – brytyjsko-amerykański film obyczajowy opowiadający historię psa Hachikō, wyreżyserowany w roku 2009 przez szwedzkiego reżysera Lasse Hallströma z Richardem Gere'em w roli głównej. Jest to remake japońskiego filmu z 1987 roku pt. Hachiko Monogatari w reżyserii Seijirō Kōyamy.

## Główne role
- Richard Gere – Parker Wilson
- Joan Allen – Cate Wilson
- Cary-Hiroyuki Tagawa – Ken Fujiyoshi
- Sarah Roemer – Andy
- Jason Alexander – Carl
- Erick Avari – Jasjeet
- Davenia McFadden – Mary Anne
- Robbie Sublett – Michael
- Chico, Layla, Forrest – pies Hachiko[2]

i inni.

## Fabuła
Film opowiada historię Hachikō, psa rasy Akita inu, znalezionego na stacji kolejowej przez profesora muzyki Parkera Wilsona (Richard Gere). Pies szybko przywiązuje się do właściciela i nie przestaje na niego czekać nawet po śmierci Parkera. Film oparty jest na prawdziwej historii psa o tym samym imieniu. Różnica jest jedna - jego właścicielem nie był Amerykanin, lecz Japończyk o imieniu Ueno Hidesaburō.

## O Hachikō
Pies Hachikō urodził się 10 listopada 1923 r. w Ōdate. Jego pan, Ueno Hidesaburō, był profesorem na wydziale rolnictwa w Uniwersytecie Tokijskim. Pies codziennie odprowadzał go na stację i czekał na powrót Ueno. Kiedy jego pan zmarł na miejscu pracy, Hachikō czekał przez następne 10 lat na jego powrót. Dzięki jego wierności i lojalności otrzymał tytuł „wierny pies”. Hachikō umarł 8 marca 1935 roku na robaczycę serca i płuc.

## Przypisy

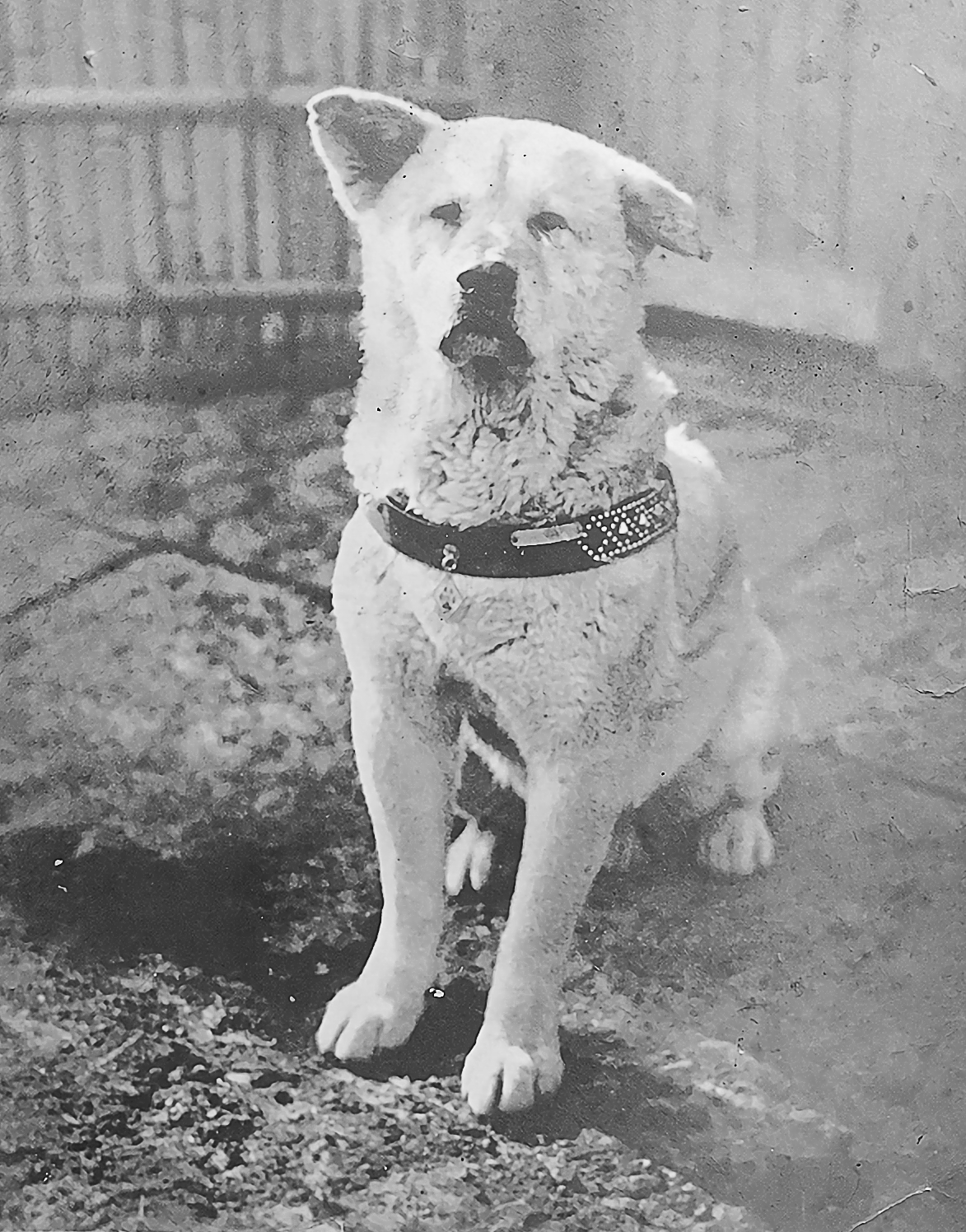
Hachiko